# Lidia Duda
Lidia Duda (ur. 30 czerwca 1958 w Tychach) – polska autorka reportaży i filmów dokumentalnych.
Absolwentka kulturoznawstwa na Uniwersytecie Wrocławskim, pracę magisterską pisała na temat Hieronima Boscha. Po studiach pracowała w klubie jazzowym, w Operze Wrocławskiej, była nauczycielką plastyki w Tychach. Pracę w mediach zaczynała od działu reklamy katowickiego oddziału TVP. Wkrótce została reporterką w "Aktualnościach" TVP Katowice. Specjalizowała się w tematach społecznych. Od końca lat 90. związana z Ekspresem Reporterów, dla którego realizowała własne reportaże (ponad 60), później z Redakcją Filmu Dokumentalnego i Reportażu Programu 2 TVP.
Laureatka licznych nagród na festiwalach filmowych. Po emisji filmu „Nie zgadzam się na świat, w którym żyją moi bohaterowie” (dokumentalny zapis życia chłopców w wieku od siedmiu do czternastu lat, tzw. klejarzy, którzy żyją na ulicy) zorganizowano specjalne posiedzenie sejmowej komisji ds. dzieci i młodzieży, a po emisji „U nas w Pietraszach” (opowieść kilkuletniego chłopca o życiu w popegeerowskiej wsi Pietrasze) minister Barbara Labuda powołała zespół, który miał opracować program pomocy dla popegeerowskich wsi.
Przepis Lidii Dudy na dobry reportaż: „Trzeba lubić bohaterów i patrzeć na nich krytycznie, być głodnym historii bohatera, umieć go wysłuchać, kiedy opowiada swoją tragedię. W tej współpracy musi być uczciwość. Nie może być ukrytej kamery i oszukiwania, że tego czy tamtego się nie nakręci. To obraz codzienności, więc utrwalamy wszystko.”

## Wybrana filmografia
- Pisklaki – 2022 (reżyseria, scenariusz, montaż, współpraca produkcyjna)
- Wszystko jest możliwe –  2013 (reżyseria, scenariusz, dokumentacja)
- Uwikłani –  2012 (reżyseria, scenariusz)
- Życie w cieniu radia –  2008 (reżyseria, scenariusz)
- Bracia –  2007 (reżyseria, scenariusz)
- Co widzisz, jak zamkniesz oczy – 2006 (reżyseria, scenariusz, dokumentacja)
- Herkules wyrusza w świat – 2005 (reżyseria, scenariusz)
- Młode rekiny – 2004-05 (telenowela dokumentalna – reżyseria, scenariusz, dokumentacja, komentarz)
- Herkules – 2004 (reżyseria)
- Witaj bracie w cygańskim taborze – 2003 (reżyseria, scenariusz)
- Tylko tato – 2003 (telenowela dokumentalna – reżyseria)
- Akwarium – 2003 (reżyseria, scenariusz)
- U nas w Pietraszach – 2002 (reżyseria)
- Nie zgadzam się na świat, w którym żyją moi bohaterowie – 2002 (reżyseria, scenariusz)
- Tu wódka jest Bogiem, a wiara nałogiem – 2001 (reżyseria)
- Ciemna strona miasta – 2001 (realizacja)

## Nagrody
- Prix Italia, Bari, 2023: Prix Italia dla filmu Pisklaki w kategorii „Dokument telewizyjny”[2]
- 2007 – Nagroda Specjalna Jury na Banff World TV Festival za „Herkules wyrusza w świat”
- 2006 – wyróżnienie w kategorii „film telewizyjny i video” na Międzynarodowym Festiwalu Filmowym „Złoty Rycerz” w Moskwie za „Herkulesa”
- 2006 – Nagroda im. Macieja Szumowskiego na Krakowskim Festiwalu Filmowym za „Herkules wyrusza w świat”
- 2006 – Grand Prix na Międzynarodowym Festiwalu Filmów Dokumentalnych Kanton za „Herkules wyrusza w świat”
- 2005 – Grand Prix „Złoty Lajkonik” oraz Nagroda Kodak na Krakowskim Festiwalu Filmowym za „Herkulesa”
- 2004 – nagroda Przewodniczącego KRRiT za „U nas w Pietraszach”
- 2002 – nagroda Dyrekcji Programu TVP2 za „U nas w Pietraszach”
- 2002 – nagroda specjalna sponsorów na Festiwalu Mediów „Człowiek w zagrożeniu” za „U nas w Pietraszach”
- 2002 – dyplom uznania na Krakowskim Festiwalu Filmowym za „U nas w Pietraszach”
- 2002 – Grand Press w kategorii „reportaż telewizyjny” za „U nas w Pietraszach”
- 2001 – I miejsce na Ogólnopolskim Przeglądzie Reportażu Telewizyjnego w Katowicach za „Ciemną stronę miasta”
- 2001 – nagroda Ministra Zdrowia za „Tu wódka jest Bogiem, a wiara nałogiem”
- 2000 – I miejsce na Ogólnopolskim Festiwalu Reportażu Telewizyjnego we Włocławku za „Tu wódka jest Bogiem, a wiara nałogiem”